# حربي طعمة المصري
حربي طعمة المصري أكاديمي وكاتب أردني مِن مؤسِّسي مُلتقى النُّعَيْمة الثَّقافي، ورئيسه لدورة عام 1999، بالإضافة إلى عُضْويّته وعضويّته التأسيسيّة للعديد من الملْتقيات والمنتدَيات الثّقافيّة مثل: ملتقى إربد الثّقافي وملتقى ألوان الثّقافي وملتقى الحداثة الثّقافي ومنتدى النّعيمة الثّقافي وملتقى الجياد الثّقافي والعديد من الروبط والمنتديات الثّقافية الإلكترونية. قدَّمَ لِأعْمال أدبية لعددٍ من الشُّعَراء والأُدَباء، ونشَـر العديد من المواضيع العلمية والثَّقافية في مجلّات مَحلِيّة وعربية ودولِيّة.عضو الهيئة التأسيسيّة والتنظيمية لمهرجان بني عبيد الشّعري الأول (دورة الأقصى) عام 2015. عضو رابطة الكتّاب الأردنيين.وهو عضو الاتّحاد العام للأدباء والكتّاب العرب عضو اتحاد كتّاب آسيا وإفريقيا وعضو مجلس الكتّاب والأدباء والمثقّفين العرب.

## النشأة والتعليم
وُلدَ عام 1968 في بلدة النُّعَيْمة/ إرْبد/ الأُرْدن. درَس في جامِعة اليَرْموك وحَصل منْها على شَهادة البكالوريوس في الكيمْياء عام 1990، وشَهادة الماجستير في الكيمْياء غير العضْويّة مِن الجامِعة نفسِها عام 1993. حَصل على شَهادة الدُّكتوراه في الكيمْياء غير العضْويّة بمرْتبة الشَّـرَف العُظْمى مِن جمهوريّة أَلمانيا الإتحادية/ جامِعة ليبزج عام 2003.عَملَ مُحاضراً على درجة الماجستير في جامِعة العُلوم والتِّكنولوجيا الأردنيّة (1993-2000)، ثمّ في جامعة ليبزج/ ألمانيا (2000-2003)، وعمل بعد حصوله على درجة الدّكتوراه في جامعة كارديف/ بريطانيا (2003/2004)، ثم في جامعة طَيْبَة في المملكة العربية السّعودية (2004-2014)، ثمّ في جامِعة البلْقاء التَّطبيقية/ الأُرْدن مُحاضراً غير متفرّغ (2014). يعمل مُنذ عام 2015 ولغاية الآن أستاذًا للكيمياء غير العضوية في جامعة آل البيت.

## مؤلفاته
- بيوت الطين[2][3]
- روافدي في كل بحر[4][5]

## الجوائز
- حائز على العديد من الدّروع والأوسمة والشّهادات التّكريمية والتّقديرية من العديد من الملْتقيات والمنتدَيات الثّقافيّة والأندية الرّياضية والجمعيات الخيرية
- حائز على درع جامعة آل البيت عام 2016 للتّميز والإبداع والموهبة في مجال الشّعر والأدب
- حائز على عباءة الرمثا للثّقافة والشّعر عام 2015 عن قصيدته: الرّمثا قصيدة لا تكتمل، تسلّمها بإحتفال مهيب أقامته الجمعية العربية للفكر والثَقافة.
- عضو لجنة التّحكيم لإختيار شاعر الدّول الإسكندنافية لشباب الجاليات العربية عام 2016
- صدر له عن “الآن”: “بيوت الطين” شعر 2015، و”روافدي في كل بحر“، شعر 2018. وصدر له كذلك: «مَزج على رأْس دبّوس»، شعر 1995.[1]